# Iddo Nechusztan
Iddo Nechusztan, hebr. עידו נחושתן (ur. 1957 w Jerozolimie) – izraelski generał (alluf) w Siłach Obronnych Izraela i obecny naczelny dowódca Sił Powietrznych Izraela. Wcześniej był szefem Działu Planowania Operacji w Głównym Sztabie Sił Obronnych Izraela.

## Kariera wojskowa
Nechusztan wstąpił do sił zbrojnych w 1975 roku, z zamiarem zostania pilotem myśliwców. W tym celu przeszedł szkolenie pilotażu, które ukończył w 1977 roku z wyróżnieniem. Od 1978 roku latał na Skyhawkach w 107. Eskadrze Myśliwskiej. Następnie przesiadł się za stery myśliwców F-4 Phantom II i F-16 Fighting Falcon.
Podczas kariery służył jako instruktor w szkole pilotów, był zastępcą dowódcy 253. Eskadry (w randze majora) i dowódcą 140. Eskadry (w randze podpułkownika). W 2000 roku awansował na generała brygady i dowodził Eskadrą Wywiadowczą, od 2002 roku dowodził eskadrą akrobatyczną sił powietrznych, a od 2004 roku stał na czele sztabu sił powietrznych.
8 czerwca 2006 roku dołączył do Wydziału Planowania Operacji w Głównym Sztabie Sił Obronnych Izraela. Od 7 kwietnia 2008 roku głównodowodzący sił powietrznych.

## Wykształcenie
Nechusztan ukończył z wyróżnieniami studia matematyczno-informatyczne na Uniwersytecie Hebrajskim w Jerozolimie, zdobył tytuł magistra na kierunku zarządzania w szkole menedżerskiej Kellog na Uniwersytecie Northwestern w Evanston (USA). Jest również absolwentem Wyższej Szkoły Zarządzania na Uniwersytecie Telawiwskim i programu menedżerskiego na Uniwersytecie Harvarda w Cambridge (USA).